# MR-12
MR-12 fue un cohete sonda soviético propulsado por combustible sólido. Fue desarrollado a principios de los años 1960 como reemplazo del cohete sonda MR-1 y utilizado en misiones de aeronomía e investigación ionosférica.
Usaba una única etapa capaz de elevar 170 kg de carga útil a 100 km de altura.
Se lanzaron 853 cohetes MR-12, con una tasa de éxito del 100%. El primero fue lanzado el 1 de mayo de 1962, y el último el 5 de febrero de 1997.

## Especificaciones
- Apogeo: 100 km
- Masa total: 1400 kg
- Diámetro: 0,45 m
- Longitud total: 8,77 m
- Envergadura: 1,4 m